# 6669 Obi
A 6669 Obi (ideiglenes jelöléssel 1994 JA1) a Naprendszer kisbolygóövében található aszteroida. Kin Endate és Vatanabe Kazuró fedezte fel 1994. május 5-én.